# Duplín
Duplín je obec na Slovensku v okrese Stropkov ležící na levém břehu řeky Ondava. Žije zde 509 obyvatel. První zmínka o obci je z roku 1379.

## Znak
Na modrém štítu je vyobrazen sadař v bílém se zlatými vlasy, páskem a botami. V pravé ruce drží zlatou sazenici stromku, v levé zlatou motyku.

## Památky
- Římskokatolický kostel Povýšení svatého Kříže z poloviny 19. soletí
- Vojenský hřbitov z 1. světové války.[2]